# ニュースデイ (テレビ番組)
『ニュースデイ（Newsday）』は、BBCワールドニュースで2011年6月13日に開始されたニュース番組。通常、ロンドンからバビタ・シャルマとカシア・マデラが、シンガポールからシャランジット・レイルがそれぞれアンカーを務めている。重要なニュース記事の中で、従来のロンドンからの放送の代わりに、キャティ・ケイまたはローラ・トレヴェリアンのいずれかでワシントンD.C.から放送される。そのようなニュース記事には、モハメド・アリの死去、民主党の指名を受けたヒラリー・クリントン、共和党の大統領指名で重要な票を得たドナルド・トランプが含まれている。番組中にプレゼンターが他国から放送を行っている場合、ミシャル・フサインがナレーションを付けたオープニングCG（ロンドンやシンガポールのスタジオを示す）は表示されない。
この番組は、BBCワールドニュースやアメリカの公共放送サービス（PBS）系列局で世界中に放送されており、イギリスでは0:00と1:00（GMT）に一晩中、国内のBBC News Channelで放映されている。また、BBC Oneで放送されることもある。特にアジアとその金融市場に焦点を当てた国際ニュースを報道している。
BBCワールドニュースは、シンガポールの新しいアジア太平洋ニュース本部（BBCシンガポール支局）に投資し、2015年8月3日から放送を開始し、スタジオとグラフィック及びデヴィッド・ロウが作曲したテーマ音楽を刷新した。

## スケジュール
『ニュースデイ』はBBCワールドニュースで平日に放送される。当番組は、アジアでは朝の番組、ヨーロッパとイギリスでは未明の番組、アメリカでは深夜の番組として機能している。その日のトップニュースの分析とディスカッションを特集し、独自報道、特派員の長編映画やインタビューをプレビューする。
2012年6月18日、放送時間は、日曜日〜木曜日の23:00〜2:00（夏時間は22:00〜1:00、いずれもGMT）に変更された。イギリスでは月曜日〜木曜日の0:00〜2:00に放送される。
過去の主要ニュースの模様は、イギリスとアメリカ・PBSの視聴者向けの「今週の歴史（This Week In History）」で放送され、コマーシャルは海外の視聴者向けに放送されている。
イギリス国内の新型コロナウイルス（COVID-19）感染拡大により、2020年3月27日から2021年7月20日まで休止状態だった。その間、当番組枠は一時的に追加の30分間の『BBCワールドニュース』に置き換えられた。

## プレゼンター
当番組は、ロンドンのプレゼンターとシンガポールのプレゼンターがそれぞれリポートを紹介し、スタジオで時折ゲストにインタビューするという分割プレゼンテーションを特徴としている。ロンドンのプレゼンターはまた、コマーシャル中にイギリスの視聴者にリンクを提示し、シンガポールのプレゼンターは毎時30分に『アジアビジネスレポート』を放送する。北アメリカでの主要な出来事が起きた際、ワシントンD.C.からも放送される。
2013年11月にリコ・ヒゾンが台風ハイエンに続いてフィリピンのタクロバンから共同放送した際など、番組が他の場所から放送されることもある。2014年1月、しばらくの間、バビタ・シャルマはシンガポールから、ヒゾンはロンドンから放送を行った。カシア・マデラは2015年の選挙期間中にポーランドからリポートした。2017年5月最終週に、ヒゾンはロンドンから、シャランジット・レイルはシンガポールから放送を行った。
2018年2月から4月までの2ヶ月間、レイルはロンドンからの『ニュースデイ』をシンガポールのヒゾンまたは、BBC初の日本人キャスターである大井真理子と共に担当した。これは、シャルマが本を書いていたため、この期間欠席したことが原因だった。2018年4月3日にシャルマが復帰した際、彼女は数週間以内にシンガポールから放送を行うことを発表した。
夏季オリンピックなどの国際イベントの継続取材中、『ニュースデイ』の放送は、ロンドンのスタジオでニュースリーダーと分割放送するのではなく、シンガポールのスタジオのプレゼンター1人が放送する。
| 年           | プレゼンター                        | 現在の担当                                                               |
| ------------ | ----------------------------------- | ------------------------------------------------------------------------ |
| 2011年〜現在 | バビタ・シャルマ                    | ロンドンのメインプレゼンター（月曜日〜木曜日）                           |
| 2011年〜現在 | カシア・マデラ                      | ロンドンのメインプレゼンター（金曜日）                                   |
| 2011年〜現在 | シャランジット・レイル              | シンガポールのメインプレゼンター兼プロデューサー（月曜日・金曜日の交互） |
| 2012年〜現在 | 大井真理子                          | シンガポールの代行プレゼンター                                           |
| 2016年〜現在 | カリシュマ・ヴァスワニ              | シンガポールの代行プレゼンター                                           |
| 2018年〜現在 | マウラ・フォガーティ                | シンガポールの代行プレゼンター                                           |
| 2011年〜現在 | クリス・ロジャース (ジャーナリスト) | ロンドンの代行プレゼンター                                               |
| 2014年〜現在 | アリス・バクスター                  | ロンドンの代行プレゼンター                                               |
| 2015年〜現在 | フィリッパ・トーマス                | ロンドンの代行プレゼンター                                               |
| 2015年〜現在 | レボ・ディセコ                      | ロンドンの代行プレゼンター                                               |
| 2015年〜現在 | ベン・ブランド                      | ロンドンの代行プレゼンター                                               |
| 2016年〜現在 | アルパ・パテル                      | ロンドンの代行プレゼンター                                               |
| 2016年〜現在 | カリン・ジャンノーネ                | ロンドンの代行プレゼンター                                               |
| 2016年〜現在 | ヌアラ・マクガバン                  | ロンドンの代行プレゼンター                                               |
| 2017年〜現在 | レジド・アーメド                    | ロンドンの代行プレゼンター                                               |
| 2018年〜現在 | ルクウェサ・ブラク                  | ロンドンの代行プレゼンター                                               |
| 2018年〜現在 | ルイス・ヴォーン＝ジョーンズ        | ロンドンの代行プレゼンター                                               |
| 2018年〜現在 | セリア・ハットン                    | ロンドンの代行プレゼンター                                               |
| 2019年〜現在 | サマンサ・シモンズ                  | ロンドンの代行プレゼンター                                               |
| 2019年〜現在 | マリアム・モシリ                    | ロンドンの代行プレゼンター                                               |

## 元プレゼンター
| 年             | プレゼンター       | 担当                                                                     |
| -------------- | ------------------ | ------------------------------------------------------------------------ |
| 2011年〜2020年 | リコ・ヒゾン       | シンガポールのメインプレゼンター（月曜日〜水曜日、日曜日・木曜日の交互） |
| 2011年〜2017年 | アダム・パーソンズ | ロンドンの代行プレゼンター                                               |
| 2013年〜2015年 | ダニ・シンハ       | ロンドンの代行プレゼンター                                               |
| 2011年〜2017年 | アドナン・ナワーズ | ロンドンの代行プレゼンター                                               |
| 2013年〜2015年 | ダニエラ・リトルト | ロンドンの代行プレゼンター                                               |
| 2016年〜2017年 | トム・ドンキン     | ロンドンの代行プレゼンター                                               |
| 2013年〜2016年 | アリ・モーア       | シンガポールの代行プレゼンター                                           |